# Annie Perreault
Annie Perreault (Windsor, 28 luglio 1971) è un'ex pattinatrice di short track canadese.

## Palmarès

### Olimpiadi
- Oro a Albertville 1992 nella staffetta 3000 metri.
- Oro a Nagano 1998 nei 500 metri.
- Bronzo a Nagano 1998 nella staffetta 3000 metri.

### Mondiali
- Oro a Amsterdam 1990 nella staffetta 3000 metri.
- Oro a Sydney 1991 nella staffetta 3000 metri.
- Oro a Denver 1992 nella staffetta 3000 metri.
- Oro a Nagano 1997 nella staffetta 3000 metri.
- Argento a L'Aia 1996 nei 500 metri.
- Argento a Vienna 1998 nei 500 metri.
- Bronzo a Gjovik 1995 nella staffetta 3000 metri.
- Bronzo a Sheffield 2000 nella staffetta 3000 metri.
- Bronzo a Sheffield 2000 nei 3000 metri.
- Bronzo a Montréal 2002 nella staffetta 3000 metri.

### Mondiali a squadre
- Oro a Seul 1991.
- Argento a Seul 1997.
- Argento a St. Louis 1999.
- Bronzo a Zoetermeer 1995.
- Bronzo a Bormio 1998.
- Bronzo a Milwaukee 2002.